# Arsen Zajarián
Arsén Noráirovich Zakharyán (en ruso: Арсен Норайрович Захарян, en armenio: Արսեն Նորայրի Զախարյան; Samara, Rusia, 26 de mayo de 2003) es un futbolista ruso de origen armenio que juega como centrocampista en la Real Sociedad de Fútbol de la Primera División de España. Es internacional con la selección de fútbol de Rusia y es conocido en el circuito futbolístico por la transliteración al inglés de su apellido, Zakharyan.

## Trayectoria
En octubre de 2020 Zajarián fue elegido como uno de los sesenta mejores jóvenes talentos del fútbol mundial entre los jugadores nacidos en 2003 por The Guardian.
Hizo su debut en la Liga Premier de Rusia con el F. C. Dinamo Moscú el 1 de noviembre de 2020 en un partido contra el F. C. Tambov.
En el primer partido de liga, tras las vacaciones de invierno de la temporada 2020-21, el 28 de febrero de 2021 hizo su primera aparición en la alineación titular con el club moscovita en un partido fuera de casa contra el F. C. Ajmat Grozni. En el minuto 7, el centro de Zajarián fue detenido por el brazo del defensa del Ajmat y el Dinamo Moscú anotó de penal. En el minuto 37, anotó su primer gol en el Dinamo Moscú para poner el marcador 2 a 0. Dinamo Moscú ganó el juego 2 a 1.
Zajarián se convirtió en el tercer jugador más joven del Dinamo Moscú en marcar un gol en la primera división rusa, después de Aleksandr Kokorin y Pyotr Nemov. En el siguiente partido contra el F. C. Tambov el 7 de marzo de 2021, asistió en el primer gol del Dinamo Moscú en la victoria por 2 a 0 y fue seleccionado como jugador del partido. Fue seleccionado como jugador del mes para los juegos de febrero y marzo de 2021 por los fanáticos del Dinamo Moscú.
Zajarián disputó un total de 72 partidos en la primera división rusa, en los que anotó quince goles y dio veintitrés asistencias, antes de su traspaso en agosto de 2023 a la Real Sociedad de Fútbol con la que firmó un contrato hasta la temporada 2028-29. Hizo su debut seis días después de su llegada jugando algo más de un cuarto de hora en un encuentro ante la U. D. Las Palmas.

## Selección nacional

### Categorías inferiores
El 15 de marzo de 2021 fue llamado para integrar la selección de fútbol sub-21 de Rusia para participar en la Eurocopa de ese año. Anteriormente representó a Rusia solo hasta la sub-17.
| Torneo                  | Sede              | Resultado      | Partidos | Goles |
| ----------------------- | ----------------- | -------------- | -------- | ----- |
| Eurocopa Sub-21 de 2021 | Hungría Eslovenia | Fase de grupos | 3        | 1     |

### Selección absoluta
Con diecisiete años se convirtió en el jugador más joven del equipo de Rusia. El 30 de mayo de 2021 fue confirmada su primera convocatoria a la selección de Rusia de la categoría absoluta formando parte de la preconvocatoria para disputar la Eurocopa. Tuvo que esperar hasta el 1 de septiembre del mismo año para hacer su debut; lo hizo en un encuentro de clasificación para el Mundial 2022 ante Croacia en el que no hubo goles.

#### Participaciones en Eliminatorias al Mundial
| Eliminatorias                      | Resultado    | Partidos | Goles |
| ---------------------------------- | ------------ | -------- | ----- |
| Eliminatorias UEFA al Mundial 2022 | No clasificó | 3        | 0     |

## Estadísticas

### Clubes
Actualizado al último partido disputado el 23 de febrero de 2025.
| Club                          | Div.          | Temporada     | Liga  | Liga  | Copas nacionales | Copas nacionales | Copas internacionales | Copas internacionales | Total | Total |
| Club                          | Div.          | Temporada     | Part. | Goles | Part.            | Goles            | Part.                 | Goles                 | Part. | Goles |
| ----------------------------- | ------------- | ------------- | ----- | ----- | ---------------- | ---------------- | --------------------- | --------------------- | ----- | ----- |
| F. C. Dinamo Moscú II · Rusia | 3.ª           | 2020-21       | 15    | 8     | —                | —                | —                     | —                     | 15    | 8     |
| F. C. Dinamo Moscú II · Rusia | Total club    | Total club    | 15    | 8     | 0                | 0                | 0                     | 0                     | 15    | 8     |
| F. C. Dinamo Moscú · Rusia    | 1.ª           | 2020-21       | 13    | 3     | 0                | 0                | —                     | —                     | 13    | 3     |
| F. C. Dinamo Moscú · Rusia    | 1.ª           | 2021-22       | 29    | 7     | 5                | 2                | —                     | —                     | 34    | 9     |
| F. C. Dinamo Moscú · Rusia    | 1.ª           | 2022-23       | 27    | 4     | 10               | 1                | —                     | —                     | 37    | 5     |
| F. C. Dinamo Moscú · Rusia    | 1.ª           | 2023-24       | 3     | 1     | 2                | 1                | —                     | —                     | 5     | 2     |
| F. C. Dinamo Moscú · Rusia    | Total club    | Total club    | 72    | 15    | 17               | 4                | 0                     | 0                     | 89    | 19    |
| Real Sociedad · España        | 1.ª           | 2023-24       | 29    | 1     | 6                | 0                | 5                     | 0                     | 40    | 1     |
| Real Sociedad · España        | 1.ª           | 2024-25       | 3     | 1     | 0                | 0                | 1                     | 0                     | 4     | 1     |
| Real Sociedad · España        | Total club    | Total club    | 32    | 2     | 6                | 0                | 6                     | 0                     | 44    | 2     |
| Total carrera                 | Total carrera | Total carrera | 119   | 25    | 23               | 4                | 6                     | 0                     | 148   | 29    |

## Distinciones individuales
| Distinción                                                               | Año  |
| ------------------------------------------------------------------------ | ---- |
| Parte de los 60 mejores futbolistas sub-17 del mundo, según The Guardian | 2020 |